# Onthophagus osculatii
Onthophagus osculatii är en skalbaggsart som beskrevs av Guérin-Méneville 1855. Onthophagus osculatii ingår i släktet Onthophagus och familjen bladhorningar. Inga underarter finns listade i Catalogue of Life.